# Grzegorz Fijałek
Grzegorz Fijałek (11 de maio de 1987) é um jogador de vôlei de praia polaco.

## Carreira
Grzegorz Fijałek representou, ao lado de Mariusz Prudel, seu país nos Jogos Olímpicos de Verão. Nos Jogos Olímpicos de Verão de 2016, caindo na repescagem na 18º posição.